# Vincenzo Torriani
Vincenzo Torriani (Novate Milanese, 17 de setembro de 1918 - Milão, 24 de abril de 1996) foi um executivo desportivo italiano e diretor da corrida de ciclismo de estrada Giro d'Italia de 1949 a 1992.

## Vida
Ele nasceu em uma família que tinha uma fábrica de azeite. Após a Segunda Guerra Mundial, ele decidiu começar a organizar eventos em vez de se juntar à empresa familiar de azeite. Ele começou com a Azione Cattolica, uma organização religiosa e se expandiu a partir daí e logo organizou eventos esportivos. Através da organização de eventos desportivos, ele conheceu Armando Cougnet da  La Gazzetta dello Sport ' e envolveu-se com o Giro d'Italia, a partir de 1946. Ele assumiu o papel de único diretor antes do início do Giro d'Italia de 1949. Em 1989, Torriani deixou o controle do dia-a-dia do Giro para Carmine Castellano, que assumiu o controle total após deixar totalmente a corrida após a edição de 1991. Ele morreu em 24 de abril de 1996.